# Dodge Racing: Charger vs. Challenger
Dodge Racing: Charger vs. Challenger es un videojuego de carreras desarrollado por Extra Mile Studios y publicado por Zoo Digital Publishing para Wii y Nintendo DS.

## Jugabilidad
Aceleras tus motores y recorres las autopistas y caminos de EE. UU. en el torneo de carreras definitivo. Dodge Racing: Charger vs. Challenger enfrenta a dos de los vehículos estadounidenses más clásicos en una batalla real para determinar cuál es el mejor muscle car de todos los tiempos. Quemas goma y despegas en tu Dodge Charger o Dodge Challenger, llevando a estos chicos malos al límite para ganar Championship Points para tu equipo.